# Mont Avalanche (Québec)
Ne doit pas être confondu avec le mont Avalanche (2 861 m) en Colombie-Britannique.
Pour les articles homonymes, voir Avalanche (homonymie).
Le mont Avalanche est une montagne du Québec, au Canada, culminant à 511 mètres d'altitude. Elle est située à Saint-Adolphe-d'Howard, à environ une heure de route de Montréal. Elle est équipée d'une station de sports d'hiver.

## Station de sports d'hiver
Les premières pistes de la station ont été aménagées en 1957. Le site de la station appartient aujourd'hui à la municipalité de Saint-Adolphe-d'Howard et la station est gérée par un organisme sans but lucratif appelé Plein Air St-Adolphe-d'Howard.
La station a un dénivelé de 130 mètres. Elle compte 16 pistes, un télésiège triple et un tapis roulant pour les débutants (tapis magique). Les pistes sont : La Bordée, Sentier des toutous, Sous-bois A, Sous-bois B, L'Avalanche, Canon Haut, Canon Bas, Le Pic, La Traverse, La Douce, L'Intrépide, La Douce Apic, La Coulée, La Boisée, Parc à neige, La Scoobidou (piste école).
La station dispose d'un équipement d'enneigement artificiel. On y retrouve une école de glisse, une boutique offrant notamment la location d'équipement de glisse et une cafétéria, lesquelles sont ouvertes l'hiver les jours d'opération de la remontée mécanique. En outre, elle comprend un bar avec terrasse (Café Bistro Bar La Montagne), lequel est ouvert l'hiver les jours d'opération de la remontée mécanique, ainsi que les vendredis, les samedis et les dimanches durant la majeure partie de l'été et lors de certains jours durant l'automne. La grande salle de la cafétéria a une capacité de 150 personnes et le bar peut accueillir jusqu'à 50 personnes.
La station comprend également des sentiers balisés pour la pratique du ski de randonnée nordique, de la raquette et du vélo sur neige (fatbike). En outre, la station offre des sentiers aménagés pour la pratique du vélo de montagne en été. Elle accueille aussi de temps à autre des évènements en plein air, notamment des concerts de musique.

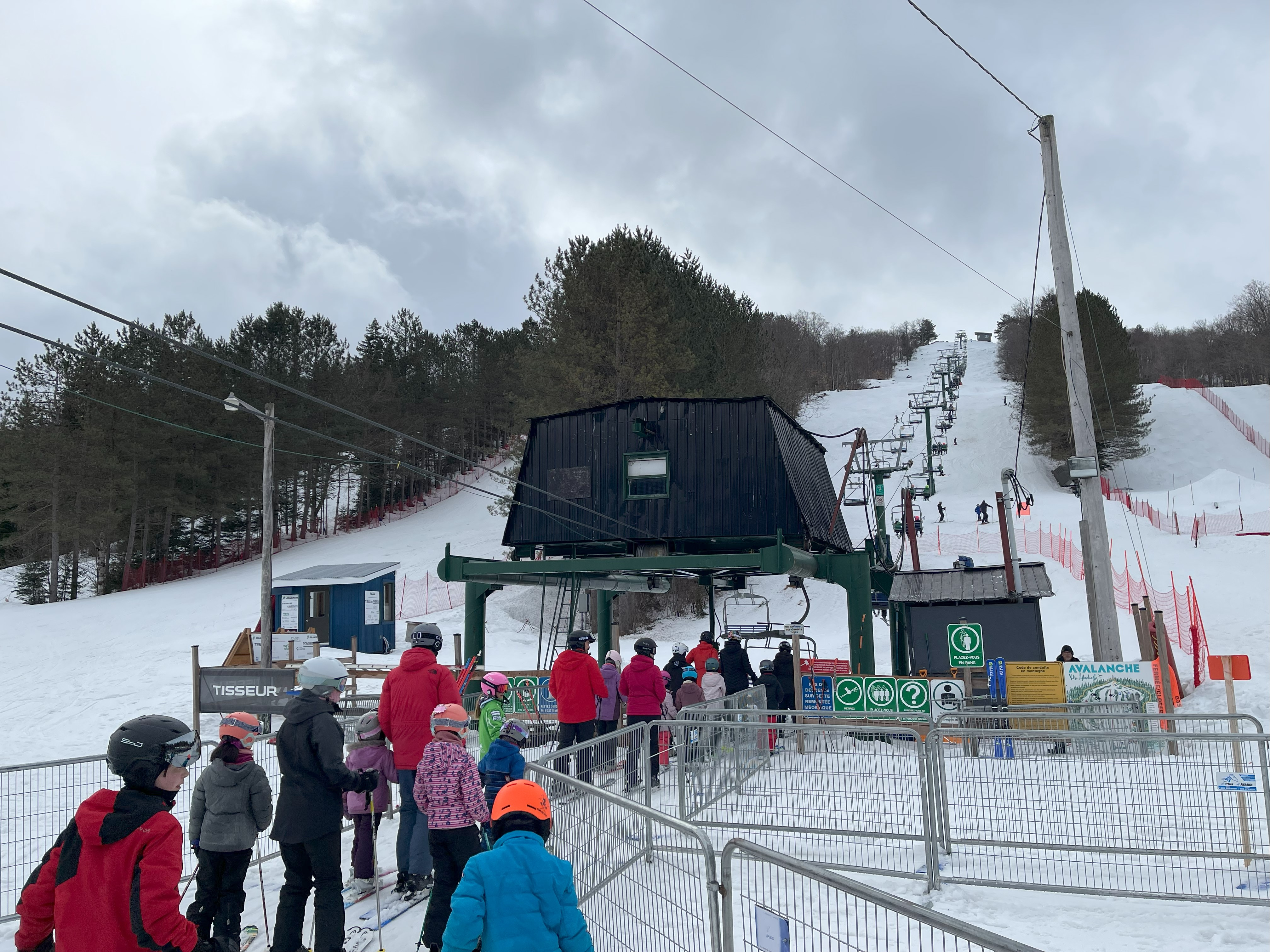
Vue du bas du télésiège de la station.
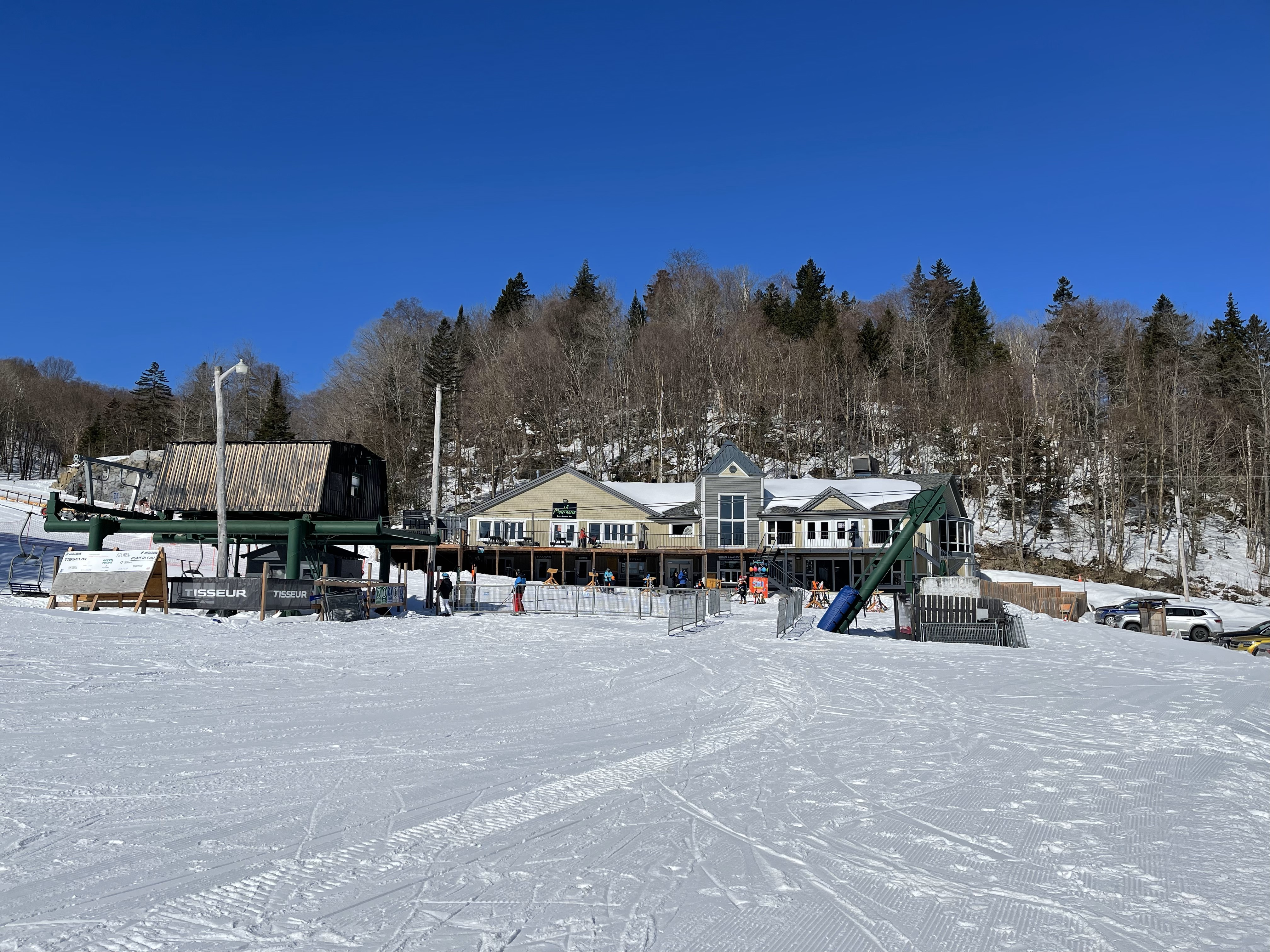
Chalet de la station.
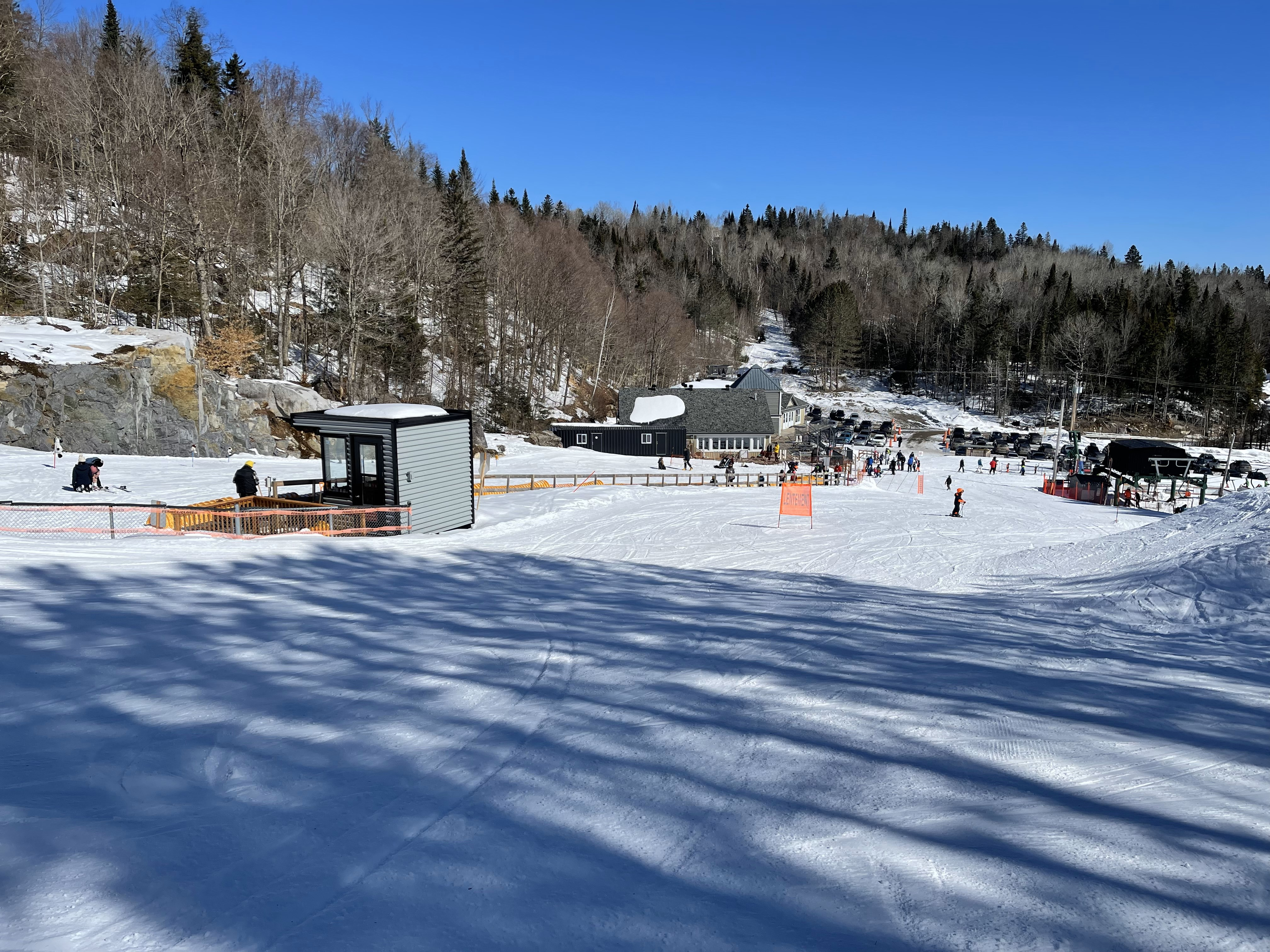
Tapis roulant de la station.
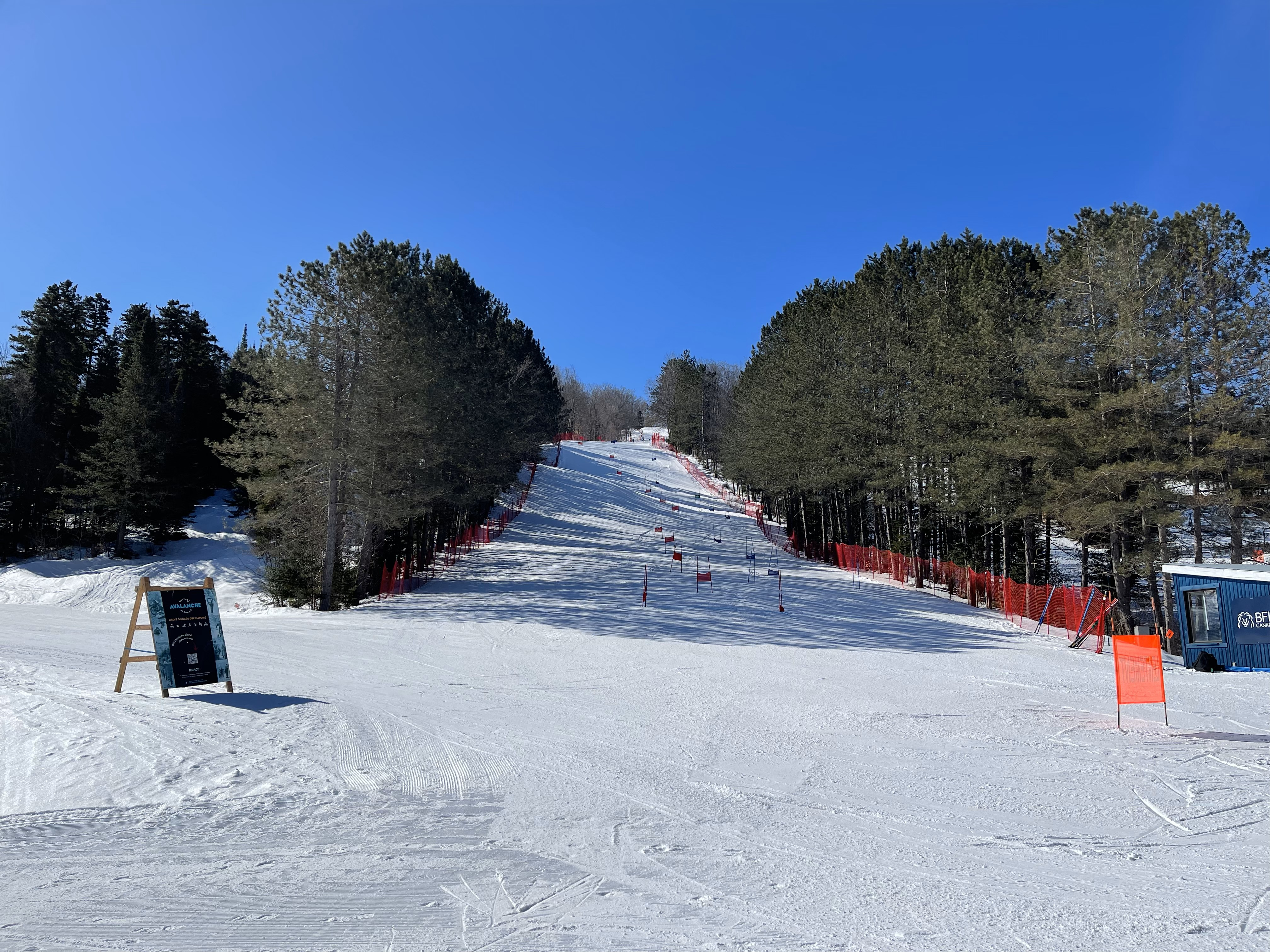
Bas de la piste de ski L'Avalanche.
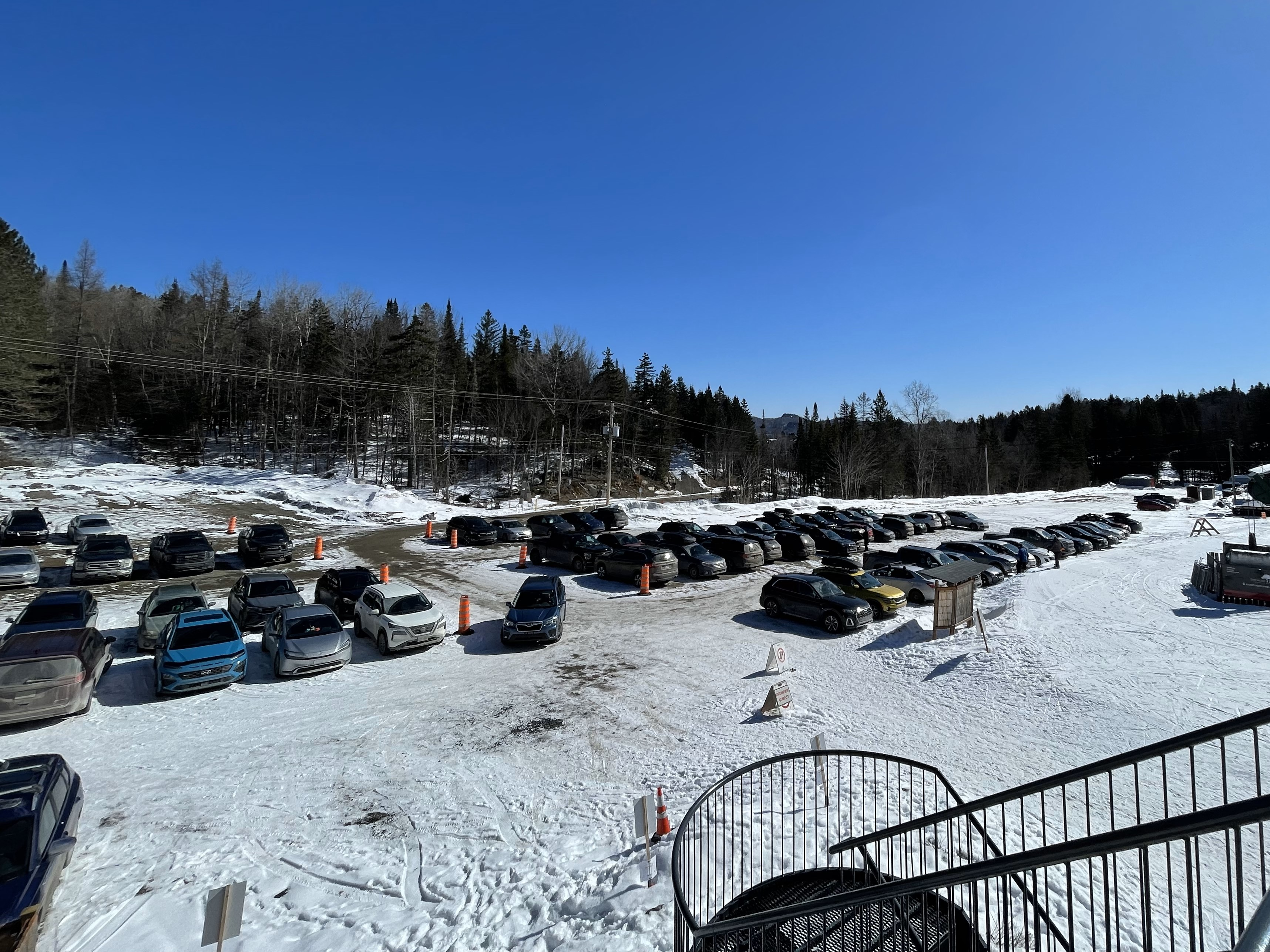
Stationnement de la station.
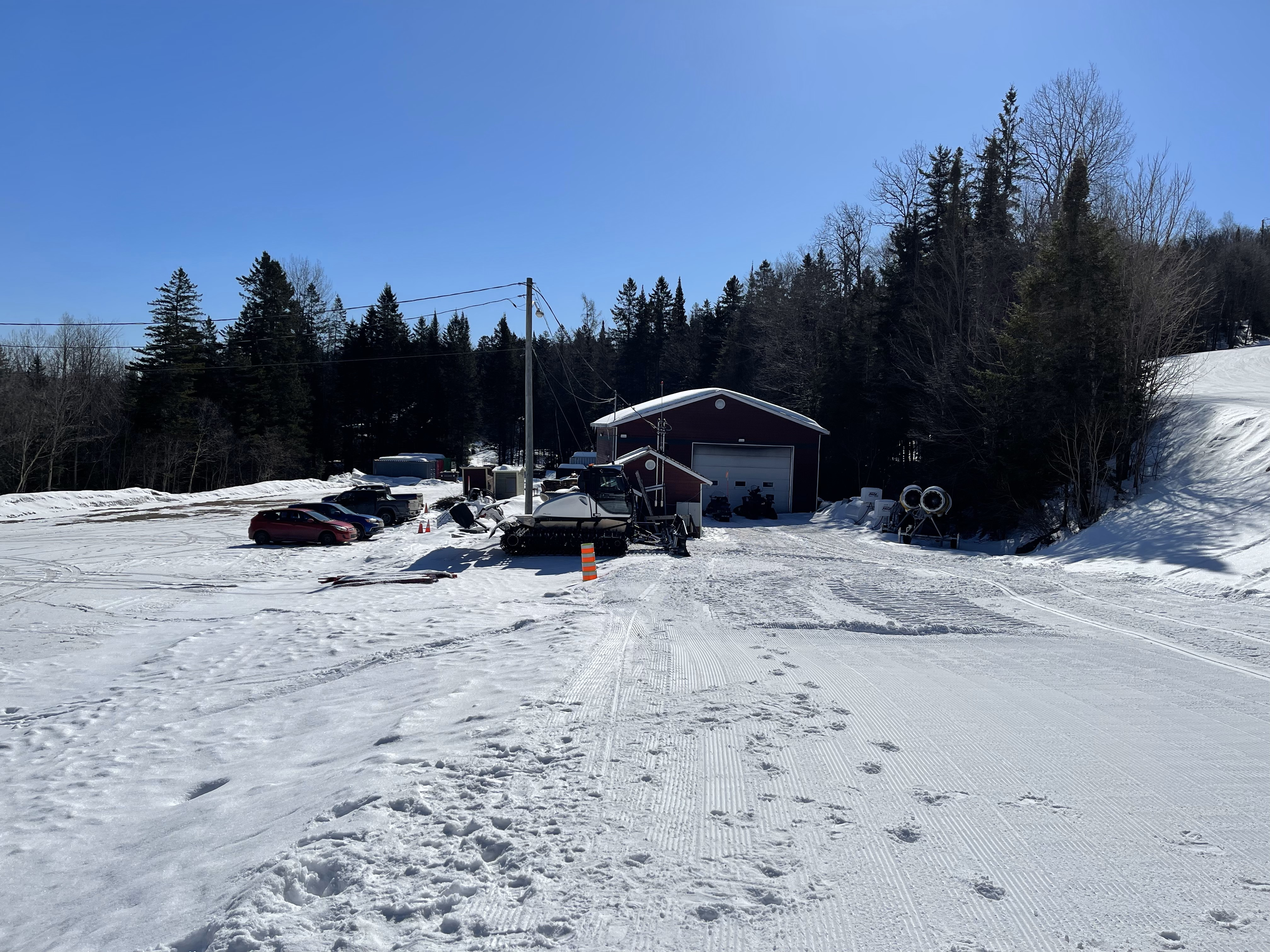
Garage de la station.
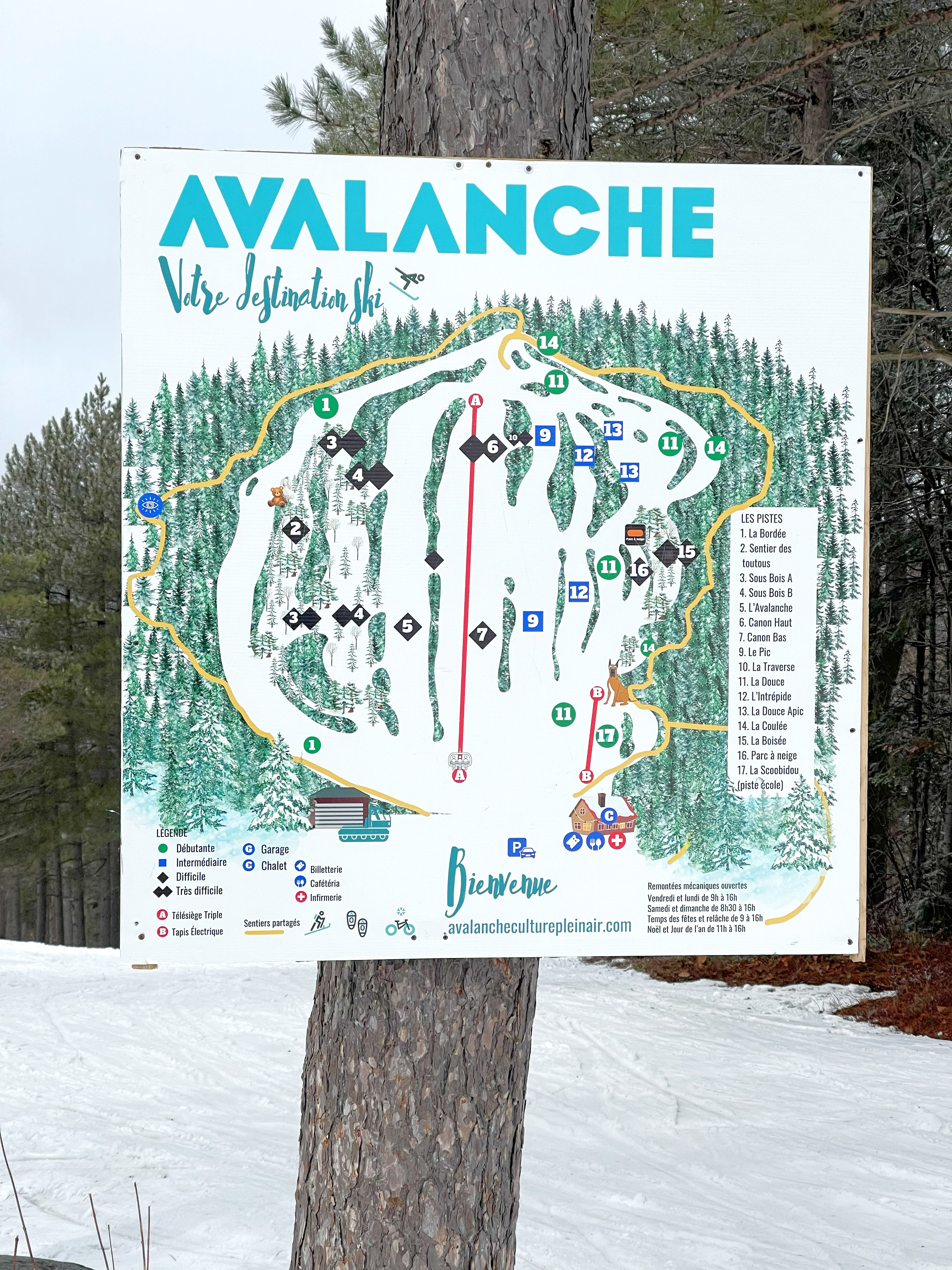
Carte des pistes de glisse de la station (mars 2024).
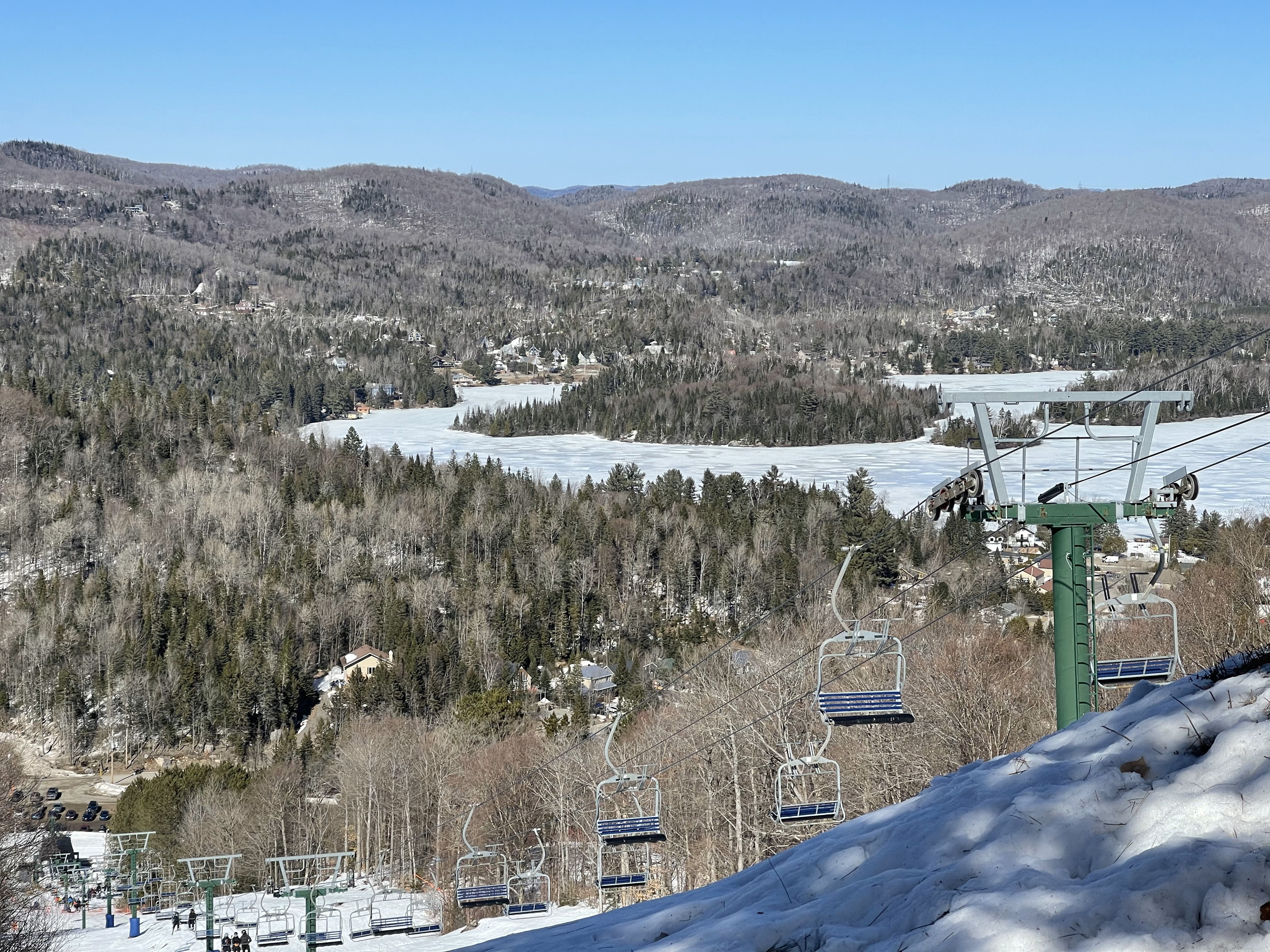
Vue en haut du mont Avalanche.